# でる得スタジオ
でる得スタジオ（でるとくスタジオ）は、文化放送のほか、北陸放送、KBCラジオで2007年に放送されていたラジオ番組である。

## 放送時間
|           | 日曜                                        | 月曜                                          |
| --------- | ------------------------------------------- | --------------------------------------------- |
| 文化放送  | 21:00 - 21:30 (JST) (2007年1月7日 - 4月1日) | 19:30 - 20:00 (JST) (2007年4月2日 - 12月31日) |
| 北陸放送  |                                             | 21:00 - 21:30 (JST)                           |
| KBCラジオ | 20:30 - 21:00 (JST) (2007年7月 - )          |                                               |

## 番組内容
毎週、リスナーからテーマに基づいたお便りを紹介する番組。
各コーナーで採用されると「でるでるでるの輔くん人形」（途中から携帯ストラップに商品変更）がもらえた。
採用されなくても残念賞で豪華商品が毎週贈られていたが、これが仇となり番組が短命に終わった（詳細は後述）。

## 番組に関するエピソード
- 11月の放送以降パーソナリティの島崎和歌子が仕事の都合（2008年1月7日から放送の「愛の劇場 三代目のヨメ!」（TBS）の主役に抜擢され、ドラマのロケで平日は缶詰状態）で欠席し、大久保佳代子（オアシズ）が代わりに出演するもなかなかヒットせず、番組が2年目に入る直前の12月31日放送分で番組が終了する事が決定した。
- また、残念賞のリスナーにWiiやPlayStation Portable、iPod、デジタルカメラなどの豪華商品を月替わりで毎週1名のリスナーにプレゼントしていたことなどが打ち切りの原因とも言われている。

## 後番組
- 文化放送では工藤慎太郎の冠番組「工藤慎太郎 愛でいこうぜ!」が2008年1月7日から放送されている。
- MRO（北陸放送）ラジオでは「アーティストBOX」が放送曜日移動となる。
- KBCラジオでは「しゃべら夜はじまらない」が月曜も放送されるようになった。